# François Pichard du Page
Pour les articles homonymes, voir Pichard.
François-Jean Pichard du Page, né à Fontenay-le-Comte le 9 octobre 1749, guillotiné à Paris le 6 mai 1794, est un homme politique français.

## Biographie
Fils d'un secrétaire du roi, il occupe les mêmes fonctions avant la Révolution.
Élu premier maire de Fontenay en janvier 1790, il est porté en triomphe par la foule. Lors des opérations électorales de 1790, il est choisi comme président de l'assemblée électorale de second degré, puis procureur général syndic du directoire du département de Vendée,.
Après la démission de trois membres du directoire, Millouain, Denogent, puis Bouquet (élu lieutenant-colonel en second du bataillon de la Vendée), remplacés par Joseph-Pierre-Marie Fayau, André Mercier du Rocher et Esnard, Pichard perd sa majorité. Pressé à son tour de se retirer, il démissionne en novembre, sous prétexte de maladie, de ses fonctions, remplies à partir du 3 décembre 1791 par Séverin Pervinquière, avec Mercier comme substitut.
Un arrêté du directoire du département daté du 25 février 1793 ayant ordonné l'internement de suspects au chef-lieu, Pichard est inscrit sur la liste. Le 6 mars, la municipalité se rend au siège de l'administration départementale avec une foule nombreuse pour demander le retrait de l'arrêté. Mercier, qui préside ce jour-là, interrompt la lecture des officiers municipaux, mais ne peut empêcher le directoire de suspendre l'exécution de l'arrêté.
Toutefois, le 29 août 1793, un arrêté du département suspend le maire et la plupart des membres de la municipalité de Fontenay, et Pichard est compris dans l'arrêté.
En mars 1794, il est traduit devant la commission militaire de Fontenay, substituée au tribunal criminel par le représentant en mission Lequinio pour hâter le jugement des causes politiques. Le 7 janvier, ses amis adressent à son collègue Laignelot une lettre en sa faveur signée par Jacques Constantin et 197 autres habitants de la ville. Par ailleurs, Denfer, le commandant de la garde nationale de Fontenay rédige un certificat de civisme dans lequel il témoigne des éloges que l'on a fait devant lui du comportement de Pichard lors de la prise de Fontenay par les insurgés vendéens, le 25 mai 1793 et que son fils unique, Quentin (né le 17 janvier 1777) sert comme sergent-major dans la compagnie des jeunes de 15 à 17 ans.
Acquitté par la Commission militaire, Pichard est maintenu en prison. Cette décision ayant été dénoncée à la Convention nationale, celle-ci prend le 10 germinal an II (30 mars 1794), un décret ordonnant qu'il soit traduit devant le tribunal révolutionnaire de Paris.
Dirigé vers la capitale dans une voiture sous l'escorte de deux gendarmes, Pichard est déposé à l'hospice, à son arrivée, et interrogé le 25 germinal (14 avril) par le juge Charles Bravet. Dans une lettre du 28 germinal (17 avril), l'accusateur public près le tribunal criminel de la Vendée, Massé, adresse à Fouquier-Tinville une lettre dans laquelle il expose les faits qui peuvent être reprochés à Pichard: son hostilité à la Société ambulante des Amis de la Constitution, son absence d'énergie dans la répression des troubles du district de Challans, des Sables, etc., ses relations constantes avec les prêtres réfractaires et les nobles. Neuf témoins sont entendus, dont cinq députés: Goupilleau de Montaigu, Fayau, Morisson, Maignen et Musset. Les quatre députés vendéens et l'administration départementale de Vendée s'abstiennent, quant à eux, d'intervenir, que ce soit pour l'accuser ou le défendre, même Mercier qui, dans le même temps, l'accable dans les Mémoires qu'il commence alors de rédiger.
L'acte d'accusation, présenté le 9 floréal (28 avril) par Fouquier-Tinville comprend 33 accusés, dont l'amiral Charles Henri d'Estaing, le lieutenant-général de La Tour du Pin Gouvernet, le duc de Villeroy, le dernier lieutenant général de police, Thiroux de Crosne, et le dernier lieutenant civil au Châtelet de Paris, Angran d'Alleray. Il est reproché à Pichard d'être l'un des principaux initiateurs de la guerre de Vendée, de n'avoir eu, dans ses fonctions publiques qu'une attitude contre-révolutionnaire, d'avoir protégé les prêtres réfractaires et opprimé les prêtres assermentés. Reconnus coupables, les 33 accusés sont condamnés le jour même à la peine de mort, avec la confiscation de leurs biens. Pichard est exécuté quelques jours plus tard, le 6 mai.